# Luc Ndjodo
 (janvier 2025).
Luc Ndjodo est un magistrat camerounais Eton né le 8 avril 1953 à Komo dans le Département d'Obala. Il est intégré dans le corps de magistrature en novembre 1978.

## Biographie
Il fait ses études à l'Ecole nationale d'administration et de magistrature d'où il sort magistrat. Il est titulaire d'une licence en Droit.

## Carrière
Luc Ndjodo commence sa carrière comme Substitut du Procureur de la République à Douala en 1978, puis il intègre le corps de magistraturet la même année. Ensuite il s'installe à Mokolo dans la région de l'Extrême-Nord (Cameroun) en 1980 où il exerce les fonctions de Procureur de la Cour. Deux ans plus tard, il s'installe à Mbalmayo où il exerce les fonctions de Procureur de la République. Ensuite il est nommé à l'Administration centrale du Ministère de la Justice pour occuper le poste de chef du service de l'exécution des peines à la Direction des Affaires Judiciaires et des Sceaux. En 1988, Luc Ndjodo est détaché au ministère de la Condition Féminine comme Chargé d'étude adjoint. Puis est rappelé en 1991 pour servir dans la magistrature comme Procureur d'Etat de Nkongsamba. De là, il revient au Ministère de la Justice comme Chef Adjoint de la Direction des Affaires Judiciaires et des Sceaux. Avant d'être nommé Procureur Général près de la Cour suprême où il est premier Avocat Général, Luc Ndjodo exerce pendant plusieurs années à Douala à partir de 2001 les fonctions de Procureur Général près de la Cour d'appel de la région du Littoral.
Luc Ndjodo est également un écrivain, son livre intitulé "Les enfants de la transition, une génération en danger>" est paru aux éditions l'Harmattan en septembre 2011.